# Matrice de Lehmer
En mathématiques, en particulier en théorie des matrices, la matrice de Lehmer d'ordre {\displaystyle n} est la matrice symétrique constante définie par :
{\displaystyle A_{ij}={\begin{cases}i/j,&j\geq i\\j/i,&j<i.\end{cases}}}
De manière équivalente, elle peut être définie par : 
{\displaystyle A_{ij}={\frac {\min(i,j)}{\max(i,j)}}.}
Elles sont nommées d'après  Derrick Henry Lehmer, qui a posé dans une revue le problème du calcul de leur inverse.

## Exemples
Les matrices de Lehmer d'ordre 2, 3 et 4 et leurs inverses sont les suivantes : 
{\displaystyle {\begin{array}{lllll}A_{2}={\begin{pmatrix}1&1/2\\1/2&1\end{pmatrix}}&A_{2}^{-1}={\begin{pmatrix}4/3&-2/3\\-2/3&{\color {Brown}{\mathbf {4/3} }}\end{pmatrix}};\\\\A_{3}={\begin{pmatrix}1&1/2&1/3\\1/2&1&2/3\\1/3&2/3&1\end{pmatrix}}&A_{3}^{-1}={\begin{pmatrix}4/3&-2/3&\\-2/3&32/15&-6/5\\&-6/5&{\color {Brown}{\mathbf {9/5} }}\end{pmatrix}};\\\\A_{4}={\begin{pmatrix}1&1/2&1/3&1/4\\1/2&1&2/3&1/2\\1/3&2/3&1&3/4\\1/4&1/2&3/4&1\end{pmatrix}}&A_{4}^{-1}={\begin{pmatrix}4/3&-2/3&&\\-2/3&32/15&-6/5&\\&-6/5&108/35&-12/7\\&&-12/7&{\color {Brown}{\mathbf {16/7} }}\end{pmatrix}}.\\\end{array}}}
De manière plus générale, on a :
{\displaystyle (A^{-1})_{ij}={\begin{cases}{\tfrac {4i^{3}}{4i^{2}-1}}&{\textrm {si}}\ i=j<n,\\{\tfrac {n^{2}}{2n-1}}&{\textrm {si}}\ i=j=n,\\-{\tfrac {i(i+1)}{2i+1}}&{\textrm {si}}\ |i-j|=1,\\0&{\textrm {sinon}}.\end{cases}}}

## Propriétés
Si {\displaystyle A} et {\displaystyle B} sont les matrices de Lehmer d'ordre {\displaystyle n} et {\displaystyle m}, et si {\displaystyle m>n}, alors {\displaystyle A} est une sous-matrice de {\displaystyle B}. 
Les valeurs des éléments d'une matrice de Lehmer tendent vers 0 en s'éloignant de la diagonale, où tous les éléments sont égaux à 1.
Pour tout ordre, les matrices de Lehmer sont symétriques définies positives, et donc toujours inversibles. L'inverse d'une matrice de Lehmer est une matrice tridiagonale, dont les diagonales non principales  ont des entrées strictement négatives. Si {\displaystyle A} et  {\displaystyle B} sont les matrices de Lehmer d'ordre {\displaystyle n} et {\displaystyle m}, et si  {\displaystyle m>n}, alors l'inverse {\displaystyle A^{-1}} est une sous-matrice de {\displaystyle B^{-1}}, à l'exception de l'élément {\displaystyle A_{n,n}^{-1}} qui n'est pas égal à {\displaystyle B_{n,n}^{-1}}.
Les valeurs propres de la matrices de Lehmer d'ordre {\displaystyle n} sont
{\displaystyle \mathrm {Sp} (A)=\left\lbrace {\frac {2k-1}{k^{2}}},1\leqslant k\leqslant n\right\rbrace }
La trace de la matrice de Lehmer d'ordre {\displaystyle n} est égale à {\displaystyle n}, et son déterminant est égal à
{\displaystyle \mathrm {det} (A_{n})={\frac {(2n)!}{2^{n}(n!)^{3}}}={\frac {n+1}{2^{n}\,n!}}C_{n}}
où Cn désigne le ne nombre de Catalan.

## Applications
Les matrices de Lehmer sont utilisées dans le traitement du signal et comme cas tests dans les algorithmes d'inversion de matrices.

## Voir également
- Derrick Henry Lehmer
- Matrice de Hilbert